# Boesenbergia siphonantha
Boesenbergia siphonantha là một loài thực vật có hoa trong họ Gừng. Loài này được (King ex Baker) M.Sabu mô tả khoa học đầu tiên năm 2004.